# 沢口義明
沢口 義明（さわぐち よしあき、1948年12月23日- ）は、日本の放送作家。放送作家集団DNP所属。
北海道出身。

## プロフィール・人物
- 1971年に北海道大学法学部を中退、上京。
- 放送作家グループ「ペンタゴン」にアルバイトとして入社後、井上ひさしなどの作家のマネージャー見習い、同時に作家を目指すようになる。
- 1972年に現所属事務所の社長の奥山洸伸に師事。同時に放送作家の修業も始め、「ザ・パンチ・パンチ・パンチ」（ニッポン放送）から構成の仕事を始める。その後、テレビ番組の構成を手がけるようになる。
- 1974年、大橋巨泉に見いだされ、大橋巨泉事務所に所属。放送作家とプロデューサーを兼務。
- 1984年に大橋巨泉事務所から現所属事務所に移籍し現在に至る。沢口が担当した「スーパージョッキー」（日本テレビ）では上島竜兵と辺見えみりの番組内で結成されたユニット「熱湯兄弟」の「アッチッチサンバ」の作詞を手掛けた。

## 現在の担当番組

### 日本テレビ系
- ザ!世界仰天ニュース

### フジテレビ系
- 爆笑そっくりものまね紅白歌合戦スペシャル

## 過去の担当番組

### 日本テレビ系
- TVジョッキー（松崎しげる司会時代。番組テーマ曲「Good Day」の作詞も手掛けた）
- スーパージョッキー
- 24時間テレビ 「愛は地球を救う」
- 11PM
- 天才!志村どうぶつ園
- 嗚呼!バラ色の珍生!!
- 鶴ちゃんのプッツン5
- 熊と美女の恋人気分!
- FUN
- 大相似形テレビ
- ハートにジャストミート
- ウルトラショップ
- ラジかる!!
- ラジかるッ
- 日本史サスペンス劇場
- おもいッきりDON!
- 平成あっぱれテレビ
- あの人は今!?
- 壮絶バトル!花の芸能界
- 大笑点
- 日テレ系音楽の祭典 ベストアーティスト
- 超豪華!!スタア同窓会

### TBS系
- 日本レコード大賞
- トップスターショー・歌ある限り
- せんみつ・湯原ドット30
- たまりまセブン大放送!
- UFOセブン大冒険
- マジカル7大冒険
- シャボン玉こんにちは
- たのきん全力投球
- 欽也のそっくりベスト10
- ザ・ヒットステージ
- 流行事情
- そんなコロッケな!?
- コロッケ!!噂の芸能界
- オールスター激突クイズ 当たってくだけろ!
- オールスターお年玉争奪大合戦

### フジテレビ系
- 新春かくし芸大会
- オールナイトフジ
- 夕やけニャンニャン
- 夕食ニャンニャン
- とんねるずのみなさんのおかげです（担当期間は1988年10月-1990年3月）
- 桃色学園都市宣言!!（月曜）
- パラダイスGoGo!!
- 週刊スタミナ天国
- ものまね珍坊
- ママとあそぼう!ピンポンパン
- ヒットパレード90's
- MJ -MUSIC JOURNAL-
- 世界の超豪華・珍品料理
- FNS大感謝祭（担当回は1991年度、1992年度）

### テレビ朝日系
- パンポロリン
- 歌謡ハラハラサンデー
- 笑アップ歌謡大作戦
- 邦子がタッチ

### テレビ東京系
- ヤンヤン歌うスタジオ
- 歌え!アイドルどーむ

など。